# Daniel Camargo Barbosa
Daniel Camargo Barbosa (22. ledna 1930 Anolaima – 13. listopadu 1994 Guayaquil) byl kolumbijský sériový vrah, známý jako „Bestie z And”. Brutálně znásilnil a zavraždil nejméně 72 mladých dívek.
Camargo Barbosa byl ve své rodné zemi odsouzen za znásilnění a vraždu devítileté dívky. V roce 1986 utekl z vězení a uprchl přes Andy do Ekvádoru, kde spáchal řadu znásilnění a vražd. V červnu 1988 byl zatčen za vraždu dvanáctileté Glorie Andinové. Camargovi vyšetřovatelé prokázali účast na této vraždě, protože zjistili, že jeho otisky jsou na kousku papíru, kde bylo zabaleno cukroví. Během výslechu přiznal téměř sedmdesát vražd provedených jak v Kolumbii, tak v Ekvádoru. Camargo ukázal policii místa, kde byly objeveny jeho oběti. Během procesu, který se konal v Guayaquilu v září 1989, Camargo podrobně popsal téměř všechna znásilnění a vraždy, k nimž došlo. Pro své zločiny byl odsouzen k doživotnímu trestu odnětí svobody.
O několik let později média uvedla, že Camargo byl zavražděn bratrancem jedné z obětí.